# Уэсуги Харунори
Уэсуги Харунори (яп. 上杉 治憲, прозвание, взятое при выходе на пенсию: Ёдзан (яп. 鷹山) 1751 — 1822) — японский даймё, девятый правитель хана Ёнэдзава (нынешний район Ёнэдзавы и Окитамы). Сегодня его помнят за проведённые им финансовые реформы и часто приводят в качестве примера хорошего правителя хана.

## Биография
Родился в Эдо (нынешнем Токио), был вторым сыном даймё клана Акидзуки, который контролировал часть провинции Хюга. Его мать была внучкой четвёртого правителя Ёнэдзавы. Его детскими именами были Мацусабуро (яп. 松三郎) и Наомацу (яп. 直松). Харунори был усыновлен Уэсуги Сигэсада, впоследствии ставшим даймё Ёнэдзавы, и в 1767 году сменил его на посту.
Сегодня он наиболее известен благодаря проведённым финансовым реформам, и его часто приводят в пример как образцового управляющего владением. Ёнэдзава была в долгах уже около ста лет когда Харунори пришел к власти, Сигэсада даже рассматривал возможность возврата владения сёгунату как последнюю меру. Однако свёкор Сигэсады, даймё провинции Овари, убедил его вместо этого оставить должность даймё. При этих обстоятельставах Харунори и стал даймё Ёнэдзавы. Он ввел строгие дисциплинарные меры и приказал казнить нескольких каро (советников), которые выступали против его планов. В результате предпринятых им мер, Ёнэдзава стала весьма преуспевающей провинцией и почти не пострадала от голода, пронёсшегося по Японии в период Тэммэй (1781—1789). В 1830 году, менее чем через десять лет после смерти Харунори, Ёнэдзава была официально объявлена сёгунатом образцом хорошо управляемого владения.
Харунори раскрыл свои взгляды на управление и роль феодальных лордов в письме к своему сыну Харухиро:

Владение (国家, кокка) наследуется от предка и передаётся потомку; оно не должно управляться эгоистично.

Люди принадлежат владению; они не должны управляться эгоистично.

Лорд существует во имя своего владения и людей: владение и люди существуют не во имя лорда.